# Pirita (stadsdel)
Pirita är en stadsdel i distriktet Pirita i Estlands huvudstad Tallinn.